# ستيبان أوستويتش
ستيبان أوستويتش هو لاعب كرة قدم كرواتي في مركز الوسط، ولد في 7 مايو 1975 في رييكا في كرواتيا. لعب مع نادي رييكا.